# Падука
Падука (англ. paduka, бенг. খড়ম, малаялам മെതിയടി) — название архетипической древней обуви в Южной и Юго-Восточной Азии. Под падуками понимаются также отпечатки человеческих стоп или открытой обуви.
Отпечатки падук и сама обувь являются объектом поклонения в индуизме, буддизме и джайнизме. В современном обществе падуки значат намного больше, нежели древнейшая обувь азиатского региона. Падуки стали культурным и религиозным символом Востока, участвующим в ритуалах и поклонении старейшинам, учителям, святым и божествам. Символизм падук и их следов восходит в Индии к IV—V столетию. Затем традиция поклонения им распространилась на Шри-Ланке, в Камбодже, Бирме и Таиланде. Соответствующий символизм присутствует в различных торжественных церемониях, таких как свадьба.
Слово «падука» является составной частью почётных титулов и обращений в некоторых государствах Юго-Восточной Азии.

## Этимология
«Падука» происходит от санскритского слова «пада» (IAST: pāda), то есть «стопа» или «часть [ноги]», и уменьшительного окончания «ка» (ka), буквально означающего «маленькое». В словаре профессора санскрита Оксфордского университета Монье Монье-Вильямса «падука» имеет несколько значений. Слово переводится как «открытая обувь», «ходить пешком», «стопы бога» или «стопы святого человека».

## Модель и материал
Падука является старейшей открытой обувью Древней Индии. Считается, что возраст модели составляет более пяти тысяч лет. Она состоит из подошвы, повторяющей форму человеческой стопы, и фиксатора, за счёт которого обувь удерживается большим и вторым пальцем на ноге. Простая модель падуки выполнена из деревянной доски, в грубой манере вырезанной по лекалу стопы. Этот древний дизайн идеально подходит для климата Южной и Юго-Восточной Азии. Он защищает стопы от раскалённой земли и охлаждает их за счёт непрерывного проветривания. Подошва также защищает владельца падук от острых камней и шипов.
Бронзовые падуки являются старейшими среди образцов, сохранившихся до наших дней. Археологические экземпляры бронзовых падук свидетельствуют о древнем происхождении обуви. В частных и музейных коллекциях сохранились образцы серебряных падук. Они могут быть изготовлены из серебра или из плотного дерева с серебряной инкрустацией. Серебряные падуки носили для особых случаев, праздников или церемоний. В некоторых случаях женские падуки украшали колокольчиками, чтобы они звенели при ходьбе. Падуки из тяжёлых металлов, таких как бронза, использовались, преимущественно, для церемоний.
В современной Азии падуки для состоятельных людей могут декорироваться узорами и драгоценными камнями. Выполненные из слоновой кости, серебра или даже золота, падуки являются украшением в свадебном наряде невесты. В Музее Виктории и Альберта (Лондон) в 2015 году на выставке обуви были представлены экземпляры свадебных падук. Среди 250 пар обуви из более 20 стран выставлялись золотые сандалии Древнего Египта, чопины или платформы, которые носили в Испании и Италии в XVI веке, красочная пара крошечных китайских тапочек и серебряные падуки. Последние представлены экземпляром, служившим когда-то свадебным подарком невесте. Серебряные падуки из Индии датируются XIX веком. Они декорированы рельефными платформами и подвесками, свисающими с узорной подошвы. На свадебной церемонии падуки отличали невесту от остальных участников свадьбы.
Дорогие инкрустированные падуки могут быть сделаны из тонкого тикового дерева, произрастающего в муссонных лесах Южной и Юго-Восточной Азии, или из других ценных сортов древесины, черного (эбенового) дерева и сандалового дерева. В связи с высокой стоимостью материала дорогие падуки постоянно могли носить только представители царской семьи и высокие сановники. В Индии подошвы падук могут быть выполнены в форме пары рыб. В Индии рыба считается символом плодородия и богатства, а также безграничной свободы, поскольку рыбы не ограничены в перемещениях. Вишну воплощался в форме аватара Матсья, облик рыбы также приписывается водному божеству Варуне.
Падуки всё ещё используются как ежедневная обувь. Они являются одной из наиболее популярных моделей обуви в Южной Индии. Значительный спрос на них предъявляют иностранные туристы, которые предпочитают падуки цвета кожи.

## Галерея моделей падук
|                                                                        |                                                                    |                                                                      |                                                                                        | |
| Раскрашенные падуки. Индия, XVIII век. Из коллекции Британского музея. | Падуки в форме рыб. Южная Бенгалия. Из коллекции Музея обуви Батя. | Индийские падуки с распылителем воды. Из коллекции Музея обуви Батя. | Свадебные серебряные падуки. Джайпур, Индия, XVIII век. Из коллекции Музея обуви Батя. | Женские падуки, украшенные металлической нитью, для ванной комнаты. Индия, XVIII век. Из коллекции Музея рукоделия (Венеция) |

## Отпечатки стоп в индийской мифологии
В Ведах, в частности, в Ригведе, датируемой XIII—X веками до н. э., слово «пада» используется для обозначения одной из четырёх частей Вселенной: земли, воздуха, неба и незримого мира («царства небесного»). С падами связано несколько сюжетов в индийской мифологии:
| Тема                          | Содержание |
| ----------------------------- | --- |
| Плодовитость духа природы     | Прикосновение стопы якши Салабханджики (Salabhanjika) заставляет иссохшее дерево вновь расцветать и приносить плоды. Салабханджика изображается как женская фигура с деревом и считается древесной нимфой.                        |
| Трансцендентность Вишну       | Тремя шагами Вишну в форме Тривикрамы охватил всю Вселенную. Первым шагом Вишну покрыл землю, вторым — небеса, а третьим перешагнул подземный мир. Таким образом, Вишну объял собою все миры и распространился повсюду.           |
| Олицетворение владельца обуви | Когда Рама покинул Айодхью и ушёл в изгнание, его падуки остались царствовать вместо него. На царском месте падуки Рамы олицетворяли его присутствие. К падукам Рамы придворные относились с тем же почтением, как к самому Раме. |
| Религиозный объект поклонения | Последователи в индуизме, буддизме и джайнизме поклоняются падукам, — или их отпечаткам, — как атрибуту или зримому проявлению почитаемого ими священного образа.                                                                 |
| Символ разрушения             | Растоптать в индийской мифологии означает нести смерть и разрушение. Недаром богиня Кали изображается с гирляндой отрубленных голов демонов. Она топчет в танце распростёртое под ней тело своего супруга Шивы.                   |

## Социальный символизм

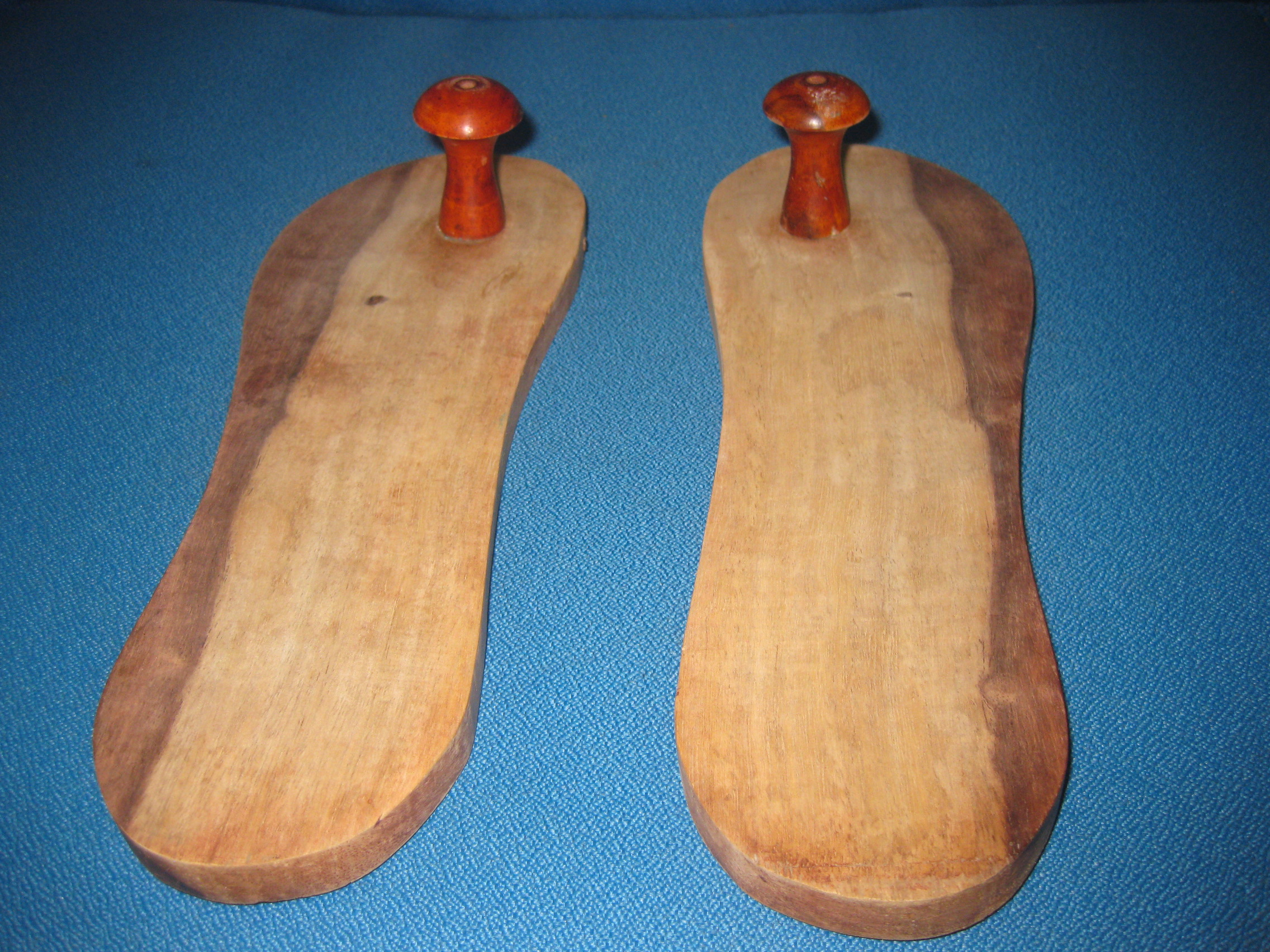
Простые деревянные падуки

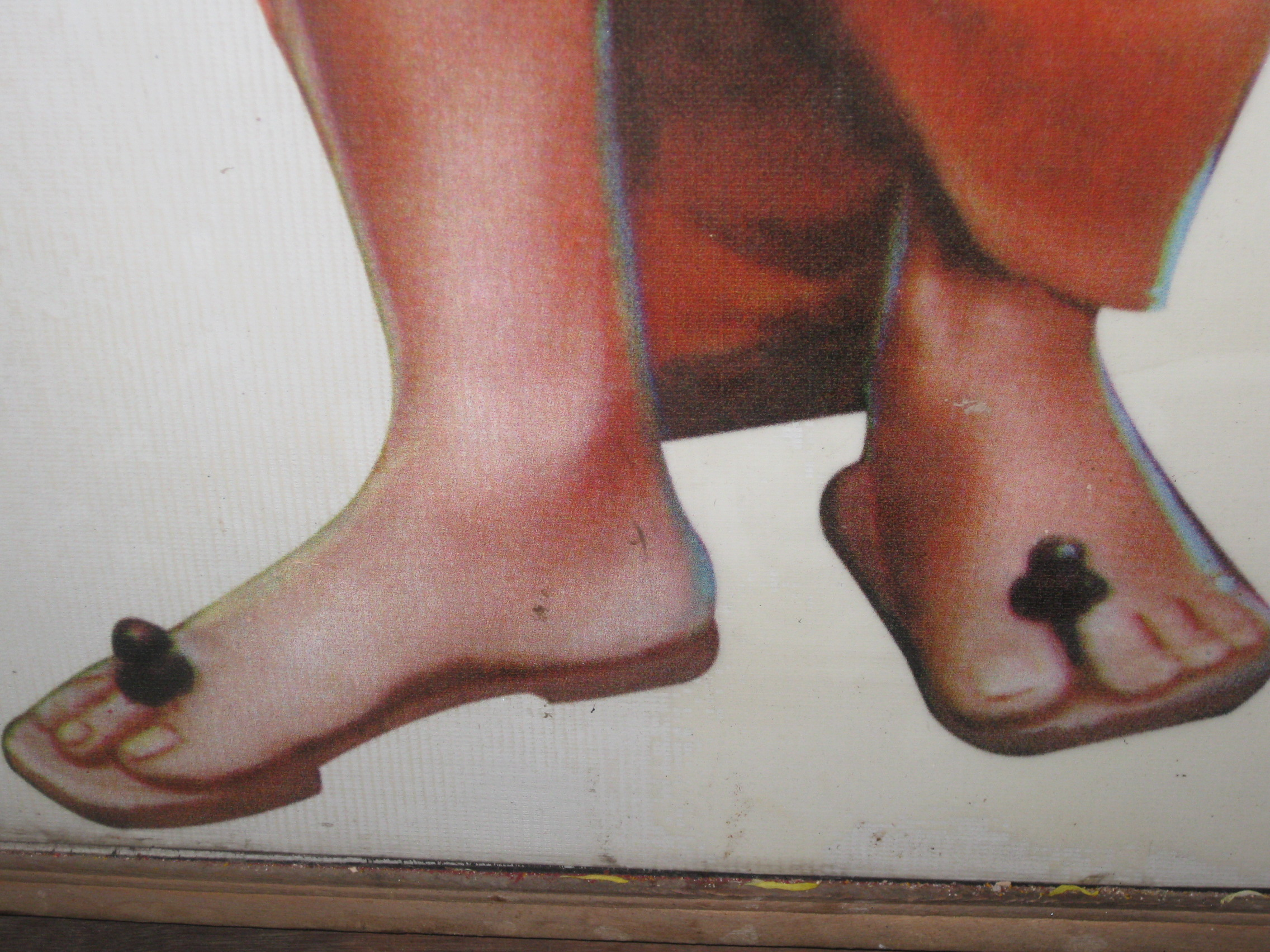
Падуки на ногах санньяси

Падуки являются самой дешёвой и доступной обувью. По этой причине их предпочитают люди, не ищущие процветания: нищие, садху-духовные искатели, святые и учителя-гуру. Как следствие, падуки стали символом святости. Снизу подошвы, соприкасающейся с землёй, часто крепятся две небольшие платформы, которые, как и каблук, дают возвышение над поверхностью земли и уменьшают площадь соприкосновения с ней подошвы. Платформы отражают принцип ненасилия, исповедуемый в индуизме, буддизме и джайнизме. Они сводят к минимуму риск ненамеренного убийства насекомых и растительности. У брахманов популярна молитва: «Прости меня, Мать-Земля, мой грех — насилие, которое я совершаю, попирая тебя ногами этим утром».
Прижизненные падуки святых и подвижников пользуются особым почтением. Их хранят как священную реликвию. К примеру, падуки святого Тьягараджи (1767—1847), воспевавшего Раму, наряду с его тамбурой и копией рукописи «Потана Бхагаватам», хранятся в Sourashtra Madhya Sabha (9°53′48″ с. ш. 78°07′07″ в. д.) в Мадурае. Публичное выставление на всеобщее обозрение деревянных падук святого Саи Бабы из Ширди на стадионе в Гоа стало одним из культовых событий в 2017 году в Индии. Саи Баба из Ширди является популярным индо-исламским святым, которому посвящено свыше 8,5 тысяч храмов в Индии и других странах. Даршан простых падук святого собрал несколько сот тысяч посетителей.

## Традиция поклонения

### Вайшнавизм
Одна легенда гласит, что Савитри, супруга Брахмы, опаздывала на яджну. Без неё не мог начаться полноценный ритуал и чтобы не опоздать с началом, Вишну создал другую женщину по имени Гаятри, чтобы помочь Брахме с жертвоприношением. В гневе Савитри прокляла Вишну, чтобы его следы были более почитаемыми, чем тело. В результате стопы Вишну или Вишнупада стали предметом поклонения.

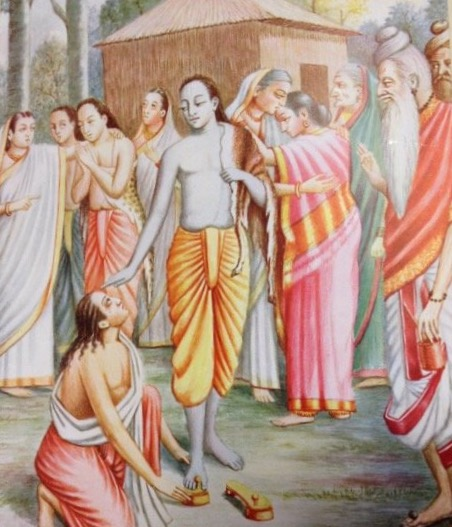
Рама вручает свои падуки Бхарате. Иллюстрация к Рамаяне, 1916 год

Традиция поклонения падукам, стопам или отпечаткам следов ног Вишну развита в шри-вайшнавизме. Она восходит к эпической истории из Рамаяны о правлении падуками княжеством от имени Рамы в его отсутствие. Бхарата умолял Раму вернуться из изгнания и царствовать, но Рама неуклонно решил находиться в изгнании 14 лет. Проявив великодушие, Рама отдал свои падуки Бхарате, оставшись босиком. И тот благоговейно принял их и положил себе на голову в знак смирения, покорности, признательности и защиты. Бхарата относился к ним как к хранителям жизни и благополучия. Падуки стали олицетворением Ситы и Рамы, которые незримо присутствовали вместе с падуками. Обувь была торжественно водружена на царский трон: правление в княжестве во время Бхараты происходило от её имени.
Считается, что в символических стопах присутствует божественная сила. По словам французского востоковеда Поля Мю (Paul Mus, 1902—1969), отпечатки были типом волшебных объектов, которые «позволяли действовать на расстоянии на людей, связанных с ними». Последователи прикасаются к ним головой и руками, чтобы получить благословение. Отпечатки стоп Вишну изображаются на амулетах. Миниатюрные стопы или падуки хранят на домашнем алтаре. Изображение Вишну-пада (следов от ступней Вишну) является самостоятельным объектом поклонения. Вишну-пада присутствуют на тканевых или бумажных иконах. Они украшены символами и атрибутами Вишну: лотосным троном, шанкхой, флагом с Гарудой, рыбой и другими орнаментами.
На фестивале, связанном с Кришной в образе Витхобы, паломники совершают ритуальное шествие в Пандхарпур из городов Аланди и Деху, которые связаны со святыми Днянешваром и Тукарамом. В ходе ежегодного шествия брахманы и последователи традиции варкари осуществляют паломничество в Пандхарпур, неся падуки Днянешвара и Тукарама в серебряном паланкине.
Премьер-министр Индии Нарендра Моди в своём выступлении в 2018 году отметил это явление:

Пандхарпур — это священный город в округе Солапур штата Махараштра. Примерно за 15-20 дней до праздника «шаяни экадаши» варкари или паломники начнут Пандхарпур-ятру пешком. Эта ятра (путешествие) известна как «вари», и сотни тысяч последователей варкари присоединяются к ней. Деревянная обувь или падуки великих святых, таких как святой Днянешвар и святой Тукарам, размещается в паланкине, и паломники начинают свое паломничество, распевая «Витхала-Витхала». Паломники отправляются на даршан Витхала, известного также как Витхоба или Пандуранг. Господь Витхала защищает бедных, обездоленных и страждущих. Люди из Махараштры, Карнатаки, Гоа, Андхра-Прадеша, Телинганы испытывают глубокую преданность и уважение к Витхале.— Нарендра Моди, 29 июля 2018 года
Во время фестиваля Дивали в честь Лакшми, богиня процветания и супруга Вишну, приглашается в дом. Отпечатки её стоп рисуются красной краской на стенах и полу. Зажигая масляные лампы и изображая стопы, хозяйки приглашают Лакшми в свой дом для обеспечения его благополучия.
Падуки в поклонении и ритуалах
| |                                                                 |                                |                                            |                                 |                            |
| Ожерелье амулетов с изображением следов Кришны паломника в храм Шринатхджи (Натхдвара, Индия). Индия, XIX век, эмалированное золото. Из коллекции Музея обуви Батя. | Шествие серебряного паланкина с падуками святого до Пандхарпура | Каменные стопы на входе в храм | Падуки на ногах Кришны, Музей штата Орисса | Стопы в Вишнупада Мандире в Гае | Пуджа, посвящённая падукам |

В индийском штате Бихар в городе Гая располагается храм Вишнупада Мандир или храм Вишнупада (Vishnupad Temple, 24°46′38″ с. ш. 84°43′45″ в. д.), в котором можно получить даршан отпечатка стоп Вишну на камне. Храм расположен в старом центре Гая и был построен по велению махарани Ахилии Бай, правительницы княжества Индаур, в 1787 году, после того как она сама посетила святое место. Стопы представляют собой углубление в скале, размером приблизительно 40 сантиметров, напоминающее отпечаток ступней.
Отпечатки падук также популярны в шиваизме. К примеру, они изображаются на жёлтых шёлковых шалях с красным узором. На тканях отпечатаны религиозные символы и выдержки из священных текстов. Такие узорные шали носят брахманы, поклоняющиеся богине Кали. Вместе с отпечатками падук и символами Кали на шалях отображены имена богини: Бхубанешвари, Чанди и Бхадракали.

### Шатари

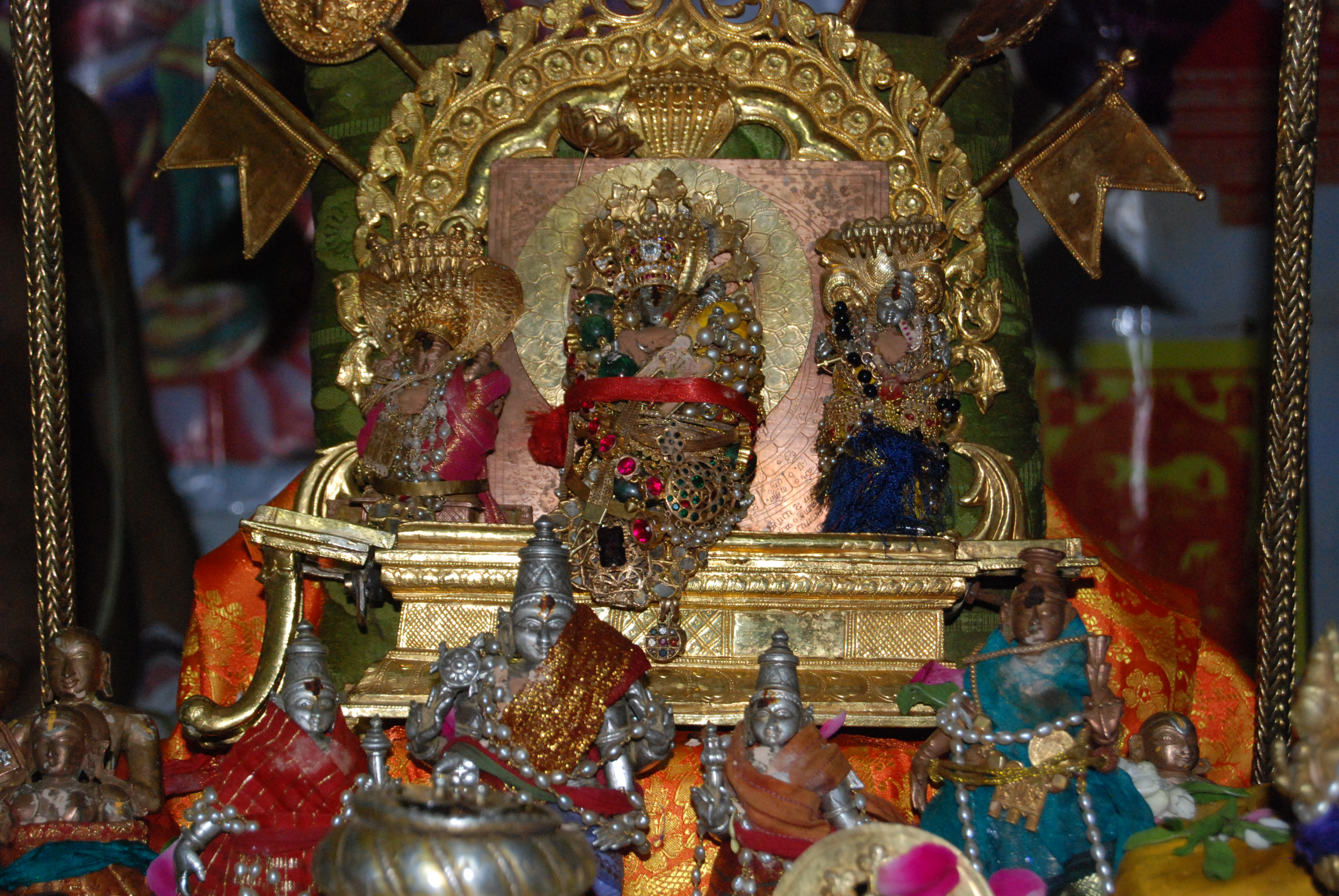
Шатари на переднем плане возле мурти Лакшми-Хаягрива в Паракала-матхе в Майсуре

В вайшнавских храмах можно найти каменные падуки Вишну, которым проводят пуджи. Ритуальное богослужение включает предложение молока и пяти священных нектаров в сосуде в форме чаши, называемом шатари (shatari, или «сатари» — satari). Как только содержимое чаши вылито на объект поклонения, брахман возлагает её на голову последователя, что символизирует защиту Вишну. Кроме того, в вайшнавских храмах после завершения даршана (лицезрения божества) брахман на мгновение ставит шатари на голову посетителя. Чаша символизирует падуки Вишну: это усечённый конус, как правило, из красноватого медного сплава, украшенный гравировкой. Вершину конуса венчают миниатюрные падуки Вишну. С их помощью брахманы благословляют паломников и посетителей храма. Дорогие падуки Вишну могут быть сделаны из серебра или золота. Вне даршана шатари хранится у ног главного божества храма. Один из образцов шатари с падуками Вишну, датируемый XIX веком, представлен в коллекции Британского музея.

### Воспевание падук
Второму по значимости после Рамануджи теологу вишишта-адвайты, Ведантадешике (1268—1369), принадлежит поэма о падуках Вишну. Предание гласит, что Ведантадешика принял участие в творческом состязании. Предметом соревнования стал гимн во славу стоп Господа Ранганатхи. Ведантадешика предложил свою тему сочинения: восславить обувь Господа, поскольку никто ранее её не воспевал. На создание произведения отводилась одна ночь. Утром он предложил 1008 шлок поэмы, получившей название «Тысяча падук Господа Вишну» («Падука-сахасра», Paadhuka Sahasram). Поэма вошла в число канонических работ шри-сампрадаи вайшнавизма. В своём произведении Ведантадешика воспевает падуки Рамы, которые правили от его имени в течение всех 14 лет изгнания Рамы.
Уникальность сочинения Ведантадешики состоит в том, что оно составлено на санскрите и содержит только одну гласную и одну согласную в разных комбинациях. Звучание стихов имитирует своеобразные шаги чередующихся ног. Основоположник сравнительно-исторического языкознания Уильям Джонс, отзываясь о санскрите, говорил, что «Он более совершенен, чем греческий язык, более богат, чем латинский, и более изыскан, чем каждый из них». На санскрите Ведантадешика воспевал:

(1) Великие люди возлагают их [падуки] себе на головы с величайшим наслаждением — падуки Шри Ранганатхи.
(2) Благодаря чему они чудесно сияют, пыль от падук способна обеспечить защиту для всех миров.
(3) О божественные падуки! Я отдаю дань уважения святому Наммальвару, который носит ваше имя [Шатари], слившегося со стопами Ранганатхи.
— Ведантадешика, Падука-сахасра
В Шрирангаме «Падука-сахасра» декларируется в дни праздников в честь Рангатанхи.
Теолог адвайта-веданты и шиваист Шанкара (788—820) написал девять стихов в честь падук учителя (гуру). В произведении в форме стотры под названием «Гуру-падука» он приветствует своего гуру в лице Господа Шивы:

Приветствую падуки моего Гуру,
Которые подобно лодке помогают мне пересечь бесконечный океан сансары,
Которые наделяют меня чувством преданности моему Гуру,
И поклоняясь которым, я достигаю самоотречения.
— Шанкара, Гуру-падука
| Автор         | Произведение   | Аудиообразец |
| ------------- | -------------- | ------------ |
| Ведантадешика | Падука-сахасра | Ссылка       |
| Шанкара       | Гуру-падука    | Ссылка       |

### Буддизм

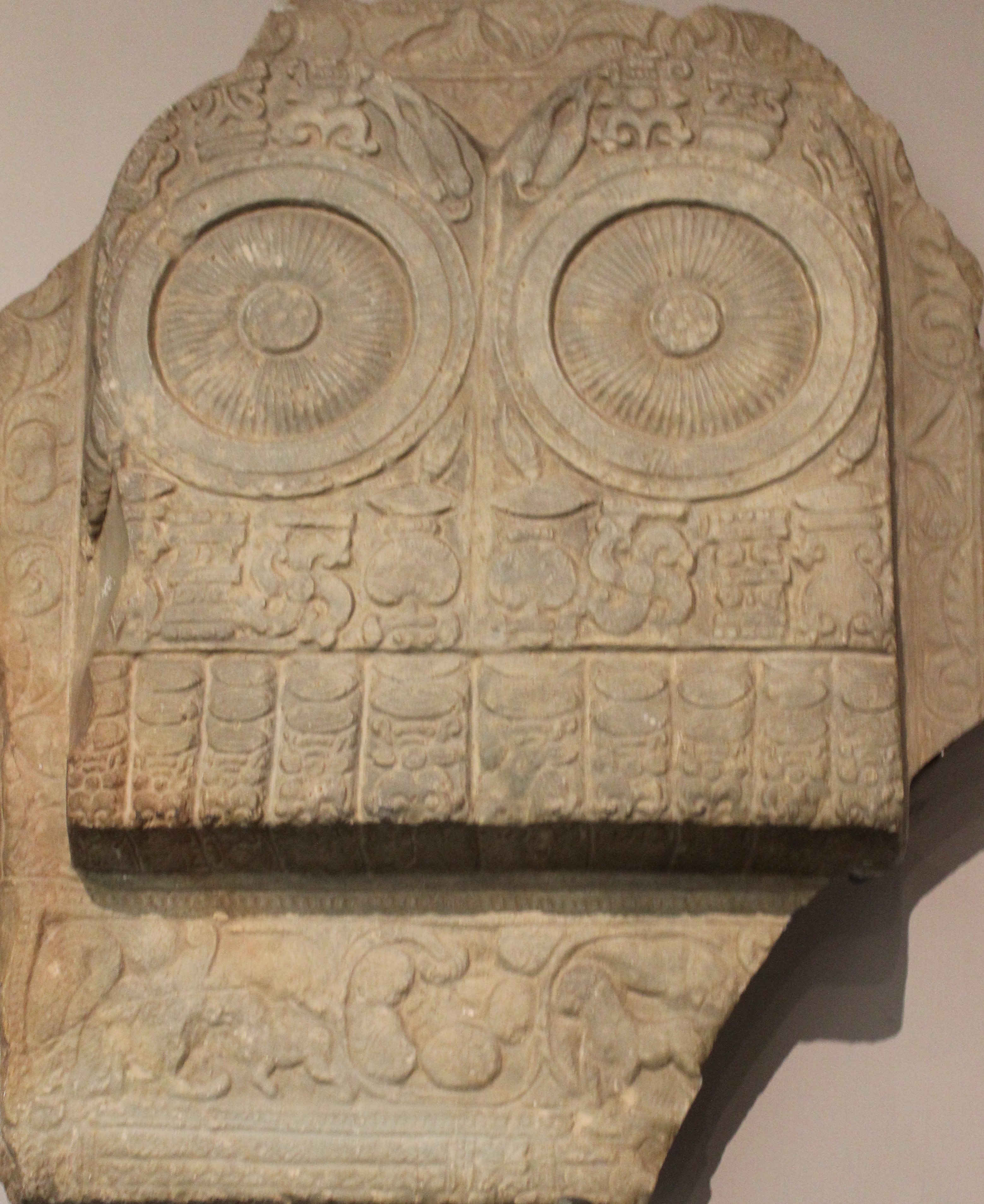
Символические каменные стопы Будды

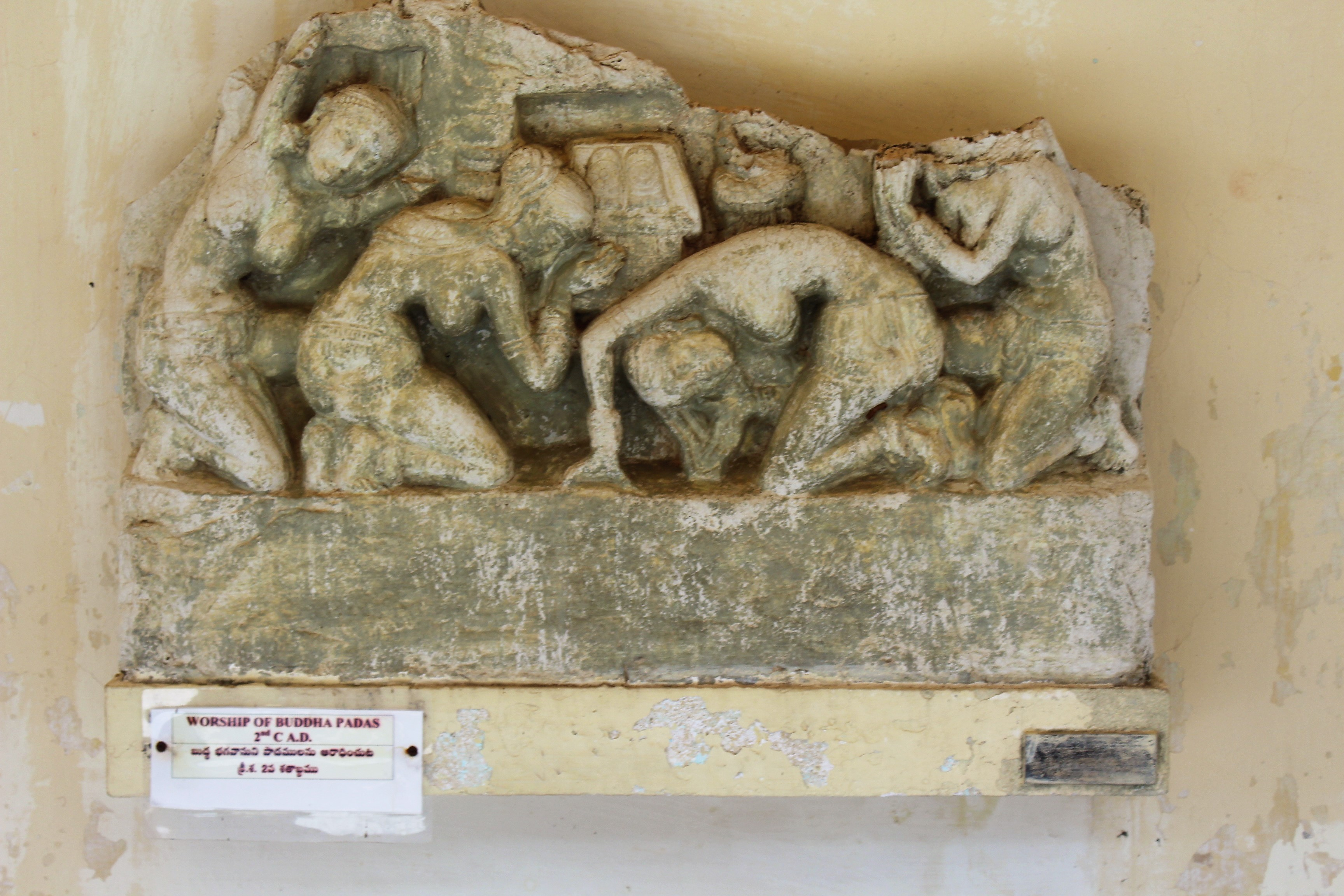
Барельеф со сценой поклонения стопам Будды, II век. Археологический музей в Амаравати, Индия

Индуистская традиция поклонения отпечаткам падук повлияла на буддийскую практику. В раннем индийском буддизме Будда изображался в неиконической или в нерепрезентативной форме, часто как пустой трон под зонтом, как дерево бодхи или как отмеченные божественными знаками отпечатки стоп Будды в камне. На отпечатках стоп изображены разнообразные благоприятные символы как знаки божественности Будды: победоносное знамя, львиный трон, трезубец, Три драгоценности, вечный узел, свастика, раковина и пара рыб, но чаще всего встречаются лотос и колесо. В раннем буддизме ваджраяны восемь благоприятных символов обожествлялись в восемь богинь, известных как Аштамангала Деви, каждая из которых держит один из благоприятных символов в качестве атрибута. Похожая тибетская традиция определяет восемь символов как составляющие физического тела Будды, зонт (голова Будды), золотые рыбы (глаза Будды), сосуд сокровищ (шея Будды), лотос (язык Будды), колесо (стопы Будды), победоносное знамя (тело Будды), раковина (речь Будды), бесконечный узел (ум Будды).
В буддизме объектом поклонения стали Будда-пада (Buddha-pada) или следы от ступней Будды. Как правило, они представлены каменной плитой с вырезанными на ней изображениями человеческих ступней. Традиция поклонения каменным ступням Будды в Северной Индии появилась не позднее I века н. э. Китайский буддистский монах и путешественник Фасянь, объехавший в 399—412 годах Непал, Индию и Шри-Ланку, рассказывал о поклонении ступням Будды возле Гридхракуты, где Будда произнёс сутру Шурангаму. Под деревом Бодхи в Бодх Гае, где Будда получил просветление, находится его трон, украшенный отпечатками стопы. Место со стопами Будды является самостоятельным объектом почитания в буддизме.

## Падука в почётных титулах
В ряде стран Юго-Восточной Азии — Малайзии, Индонезии, Брунее — слово «падука» является составной частью многих наследственных либо жалуемых почётных титулов, а также почтительных обращений: подразумевается, что произносящий их как бы находится у стоп того, к кому обращается. Особенным многообразием подобные титулы отличаются в Малайзии, где они в ходу не только в семье и при дворе верховного правителя, но и в правящих кругах многих штатов страны, которые являются наследственными или выборными монархиями.
Примеры титулов и обращений такого рода:
- «Падука султан менгиндра» (Paduka Sultan Mengindra) — титул многих правителей малайзийских монархических штатов;
- «Падука янг мулиа» (Paduka Yang Mulia) — официальное обращение к главе государства в Индонезии в период президентства Сукарно, примерно соответствует обращению «Ваше Высокопревосходительство»;
- «Падука махатур» (Paduka Mahatur) — титул старшей жены правителя;
- «Падука лику» (Paduka Liku) — титул младшей жены правителя[6].

## Интересные факты о падуках
В 2017 году 1290 индийских студентов образовали живую цепь, по форме напоминающую падуки святого джайна, жившего в Канкагери (Карнатака) 1500 лет назад. Живую фигуру из людей 200 футов длиной и 100 футов шириной сформировали студенты девяти колледжей на пять минут для достижения записи в «Книге рекордов Гиннесса».